# Villers-Vermont
Pour les articles homonymes, voir Villers.
Villers-Vermont est une commune française située dans le département de l'Oise, en région Hauts-de-France.

## Géographie

### Localisation
Villers-Vermont est un village rural situé à l'extrémité ouest du département de l'Oise, en bordure du département de la Seine-Maritime, aux confins des deux anciennes provinces de Picardie et de Normandie.
Son territoire communal comporte une extension dans celui de la commune de Doudeauville (Seine maritime) dont l'Enclave de Doudeauville se trouve au milieu, avec son hameau de la Ferme d'Obus, et de la commune d'Haussez (Seine-maritime).
Il se trouve à 11 km au nord de Gournay-en-Bray, 28 km au sud-ouest de Grandvilliers et 15 km au sud-est de Forges-les-Eaux.

### Hydrographie

#### Réseau hydrographique
La commune est située dans le bassin Seine-Normandie. Elle est drainée par le cours d'eau 01 de la commune de Hericourt-sur-Therain, le cours d'eau 02 de la commune de Hericourt-sur-Therain et le ruisseau d'Hardouin,,.

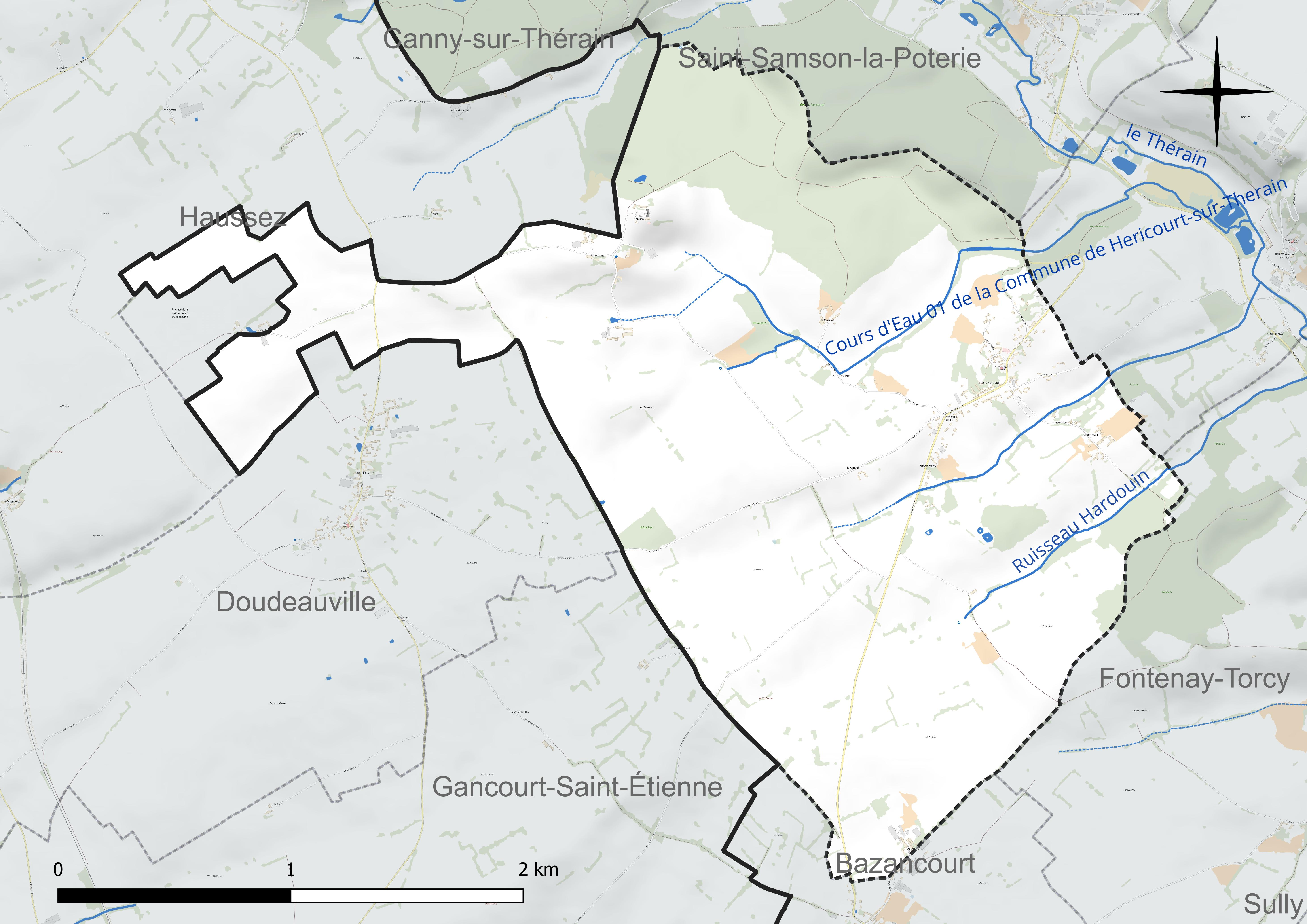
Réseau hydrographique de Villers-Vermont.

#### Gestion et qualité des eaux
Le territoire communal est couvert par le schéma d'aménagement et de gestion des eaux (SAGE) « Sensée ». Ce document de planification concerne un territoire de 1 219 km2 de superficie, délimité par le bassin versant du Thérain. Le périmètre a été arrêté le 27 janvier 2023 et le SAGE proprement dit est, en 2024, en cours d'élaboration. La structure porteuse de l'élaboration et de la mise en œuvre est le syndicat intercommunal de la Vallée du Thérain (SIVT). 
La qualité des cours d'eau peut être consultée sur un site dédié géré par les agences de l'eau et l'Agence française pour la biodiversité. 

### Climat
Pour des articles plus généraux, voir Climat des Hauts-de-France et Climat de l'Oise.
En 2010, le climat de la commune est de type climat océanique dégradé des plaines du Centre et du Nord, selon une étude du CNRS s'appuyant sur une série de données couvrant la période 1971-2000. En 2020, Météo-France publie une typologie des climats de la France métropolitaine dans laquelle la commune est exposée à un climat océanique et est dans la région climatique  Côtes de la Manche orientale, caractérisée par un faible ensoleillement (1 550 h/an) ; forte humidité de l'air (plus de 20 h/jour avec humidité relative > 80 % en hiver), vents forts fréquents. 
Pour la période 1971-2000, la température annuelle moyenne est de 9,8 °C, avec une amplitude thermique annuelle de 14 °C. Le cumul annuel moyen de précipitations est de 838 mm, avec 12,7 jours de précipitations en janvier et 8,7 jours en juillet. Pour la période 1991-2020, la température moyenne annuelle observée sur la station météorologique la plus proche, située sur la commune de Saint-Arnoult à 8 km à vol d'oiseau, est de 10,4 °C et le cumul annuel moyen de précipitations est de 797,2 mm,. Pour l'avenir, les paramètres climatiques de la commune estimés pour 2050 selon différents scénarios d'émission de gaz à effet de serre sont consultables sur un site dédié publié par Météo-France en novembre 2022.

## Urbanisme

### Typologie
Au 1er janvier 2024, Villers-Vermont est catégorisée commune rurale à habitat très dispersé, selon la nouvelle grille communale de densité à sept niveaux définie par l'Insee en 2022.
Elle est située hors unité urbaine. Par ailleurs la commune fait partie de l'aire d'attraction de Beauvais, dont elle est une commune de la couronne,. Cette aire, qui regroupe 162 communes, est catégorisée dans les aires de 50 000 à moins de 200 000 habitants,.

### Occupation des sols
L'occupation des sols de la commune, telle qu'elle ressort de la base de données européenne d'occupation biophysique des sols Corine Land Cover (CLC), est marquée par l'importance des territoires agricoles (83,2 % en 2018), une proportion identique à celle de 1990 (83,2 %). La répartition détaillée en 2018 est la suivante : 
prairies (50,4 %), terres arables (31,9 %), forêts (12,9 %), zones urbanisées (3,9 %), zones agricoles hétérogènes (0,8 %). L'évolution de l'occupation des sols de la commune et de ses infrastructures peut être observée sur les différentes représentations cartographiques du territoire : la carte de Cassini (XVIIIe siècle), la carte d'état-major (1820-1866) et les cartes ou photos aériennes de l'IGN pour la période actuelle (1950 à aujourd'hui).

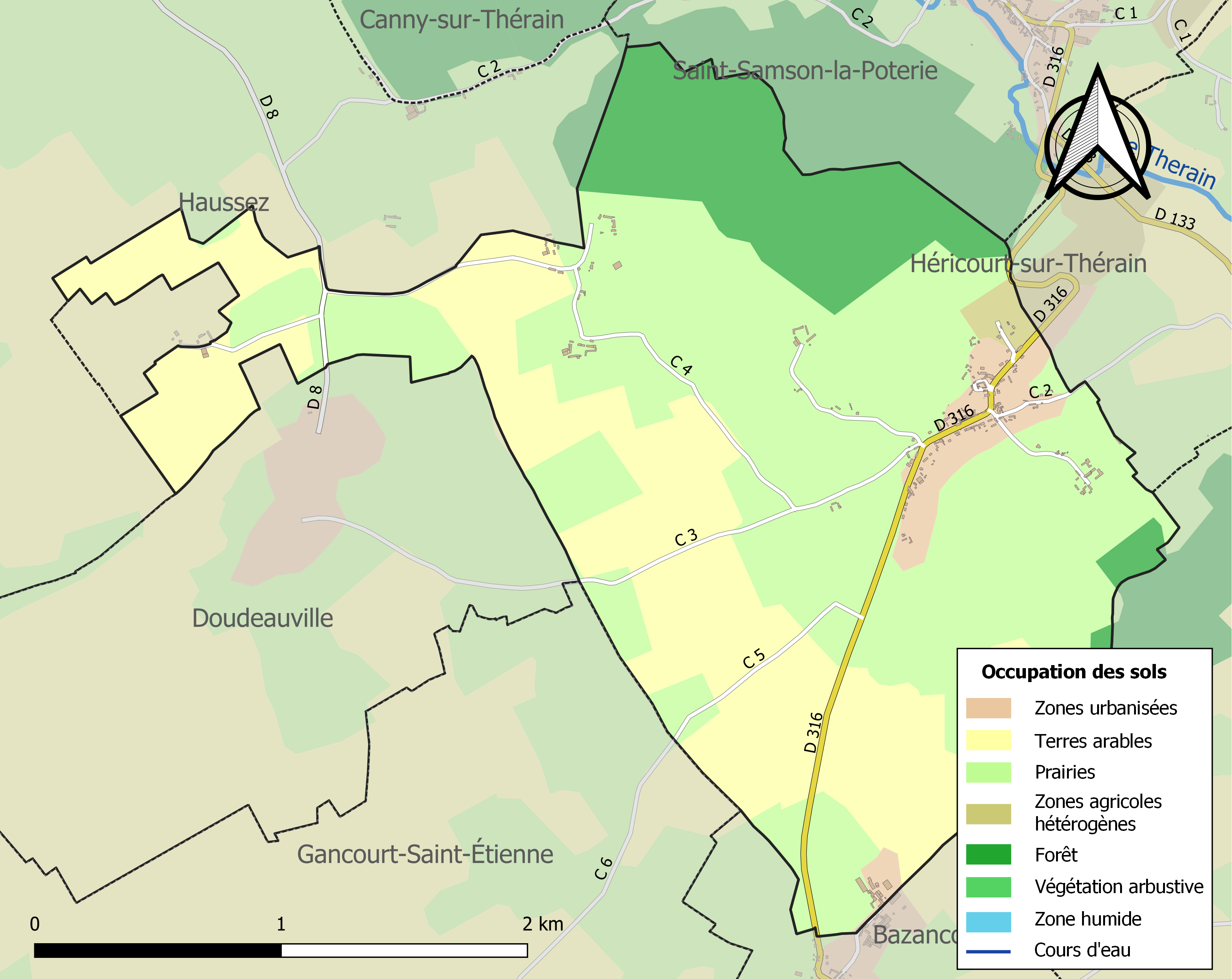
Carte des infrastructures et de l'occupation des sols de la commune en 2018 (CLC).

### Lieux-dits, hameaux et écarts
- Hameau de Mercastel.

### Voies de communication et transports
Villers-Vermont est accessible par la route départementale 919 (ex-route nationale 319).
La gare la plus proche est celle d'Abancourt desservie par des trains TER Normandie circulant entre les gares d'Amiens et de Rouen-Rive-Droite et par des trains TER Hauts-de-France circulant entre les gares d'Amiens et de Lille-Flandres ainsi qu'entre les gares de Beauvais et du Tréport - Mers.
La commune est desservie, en 2023, par les lignes 612 et 6113 du réseau interurbain de l'Oise.
Villers-Vermont est située à 35 km de l'aéroport de Paris Beauvais Tillé. Il n'existe aucune liaison directe entre la commune et l'aéroport par des transports en commun.

## Toponymie
Le nom de la localité est attesté sous les formes Villares de Vermont (vers 1260) ; Villare de Vermont (vers 1260) ; de villaribus le Vermont (vers 1320) ; ecclesia de Villari Vermondi (XIVe) ; Villers le Vermont (1454) ; Villers Vermond (XVe) ; Villers-Vermont (1576) ; Villers Vuermond (1679) ; Villers vers Mont (XIXe) ; Villers vert Mont (XIXe).

Villers est un appellatif toponymique français et un patronyme qui procède généralement du gallo-roman villare, dérivé lui-même du gallo-roman villa « grand domaine rural », issu du latin villa rustica.
L'origine du mot Vermont provient de deux mots français «vert» et «mont» signifiant « montagne verte ».

## Politique et administration

### Rattachements administratifs et électoraux
La commune se trouve  dans l'arrondissement de Beauvais du département de l'Oise. Pour l'élection des députés, elle fait partie depuis 2012 de la deuxième circonscription de l'Oise.
Elle faisait partie depuis 1801 du canton de Formerie. Dans le cadre du redécoupage cantonal de 2014 en France, la commune est désormais rattachée au canton de Grandvilliers.

### Intercommunalité
Villers-Vermont fait partie, comme quatre-vingt-huit autres communes, de la communauté de communes de la Picardie Verte qui correspond à l'ensemble des communes des cantons de Formerie, Grandvilliers et Marseille en Beauvaisis, ainsi que certaines communes du canton de Songeons.
La commune fait également partie du « Grand Beauvaisis », l'un des seize pays à constituer le « Pays de Picardie ».

### Liste des maires
| Période                                  | Période                       | Identité         | Étiquette | Qualité                                           |
| ---------------------------------------- | ----------------------------- | ---------------- | --------- | ------------------------------------------------- |
| Les données manquantes sont à compléter. |                               |                  |           |                                                   |
| 1919                                     | 1928                          | Marc Ségala      | Radical   | Médecin, né en Roumanie, croix de guerre 14-18    |
|                                          |                               |                  |           |                                                   |
| avant 1988                               | ?                             | Adèle Tranouez   |           |                                                   |
| 1999                                     | 2014                          | Jean Frérot      |           |                                                   |
| avril 2014,                              | En cours (au 21 février 2019) | Marguerite Biron |           | Biochimiste et gérante d'entreprise à la retraite |

## Population et société

### Démographie

#### Évolution démographique
L'évolution du nombre d'habitants est connue à travers les recensements de la population effectués dans la commune depuis 1793. Pour les communes de moins de 10 000 habitants, une enquête de recensement portant sur toute la population est réalisée tous les cinq ans, les populations de référence des années intermédiaires étant quant à elles estimées par interpolation ou extrapolation. Pour la commune, le premier recensement exhaustif entrant dans le cadre du nouveau dispositif a été réalisé en 2005.

En 2022, la commune comptait 121 habitants, en évolution de −3,2 % par rapport à 2016 (Oise : +0,87 %, France hors Mayotte : +2,11 %).
| 1793 | 1800 | 1806 | 1821 | 1831 | 1836 | 1841 | 1846 | 1851 |
| ---- | ---- | ---- | ---- | ---- | ---- | ---- | ---- | ---- |
| 265  | 254  | 352  | 328  | 304  | 329  | 318  | 285  | 296  |

| 1856 | 1861 | 1866 | 1872 | 1876 | 1881 | 1886 | 1891 | 1896 |
| ---- | ---- | ---- | ---- | ---- | ---- | ---- | ---- | ---- |
| 310  | 311  | 315  | 257  | 259  | 251  | 283  | 277  | 253  |

| 1901 | 1906 | 1911 | 1921 | 1926 | 1931 | 1936 | 1946 | 1954 |
| ---- | ---- | ---- | ---- | ---- | ---- | ---- | ---- | ---- |
| 216  | 228  | 246  | 211  | 191  | 194  | 181  | 178  | 179  |

| 1962 | 1968 | 1975 | 1982 | 1990 | 1999 | 2005 | 2006 | 2010 |
| ---- | ---- | ---- | ---- | ---- | ---- | ---- | ---- | ---- |
| 141  | 156  | 117  | 113  | 108  | 120  | 108  | 109  | 126  |

| 2015 | 2020 | 2022 | - | - | - | - | - | - |
| ---- | ---- | ---- | - | - | - | - | - | - |
| 127  | 115  | 121  | - | - | - | - | - | - |

#### Pyramide des âges
La population de la commune est relativement âgée.
En 2018, le taux de personnes d'un âge inférieur à 30 ans s'élève à 26,1 %, soit en dessous de la moyenne départementale (37,3 %). À l'inverse, le taux de personnes d'âge supérieur à 60 ans est de 34,8 % la même année, alors qu'il est de 22,8 % au niveau départemental.
En 2018, la commune comptait 56 hommes pour 65 femmes, soit un taux de 53,72 % de femmes, largement supérieur au taux départemental (51,11 %).
Les pyramides des âges de la commune et du département s'établissent comme suit.
| Hommes | Classe d’âge | Femmes |
| ------ | ------------ | ------ |
| 0,0    | 90 ou +      | 1,6    |
| 13,2   | 75-89 ans    | 17,7   |
| 17,0   | 60-74 ans    | 19,4   |
| 20,8   | 45-59 ans    | 16,1   |
| 24,5   | 30-44 ans    | 17,7   |
| 9,4    | 15-29 ans    | 12,9   |
| 15,1   | 0-14 ans     | 14,5   |

| Hommes | Classe d’âge | Femmes |
| ------ | ------------ | ------ |
| 0,5    | 90 ou +      | 1,4    |
| 5,5    | 75-89 ans    | 7,6    |
| 15,6   | 60-74 ans    | 16,3   |
| 20,8   | 45-59 ans    | 20     |
| 19,4   | 30-44 ans    | 19,4   |
| 17,6   | 15-29 ans    | 16,2   |
| 20,6   | 0-14 ans     | 19,1   |

### Enseignement
La commune possède en 2018-2019 une école primaire qui scolarise 22 élèves.

## Culture locale et patrimoine

### Lieux et monuments
- Église de Villers-Vermont, dont le modeste chœur est du début du XIIIe siècle et l'imposante chapelle seigneuriale du XVIe siècle[29]. Ses deux cloches sont de 1764[30] et ses fonts baptismaux en pierre du XIIe siècle[31].

trois pierres tombales, dont l'une de Pierre de Mercastel, décédé en 1269, et de  Béatrix des Quesnes, sa femme, décédée en 1290.
- Le château de Mercastel des XVIIe et XVIIIe siècles[33] et son parc[34], inscrit aux Monuments historiques depuis un arrêté du 8 décembre 1966.  Provenant de la famille de Mercastel, cette demeure s'est transmise par successions, jusqu'aux années 1970, aux familles de La Barberie de Reffuveille, d'Aubusson La Feuillade, de Lévis, de Bauffremont, de Polignac.